# 静安青年体育公园
静安青年体育公园位于静安区彭浦镇交城路10弄1-4号，东至彭越浦，南至汶水路，西至康宁路，北至交城路，面积超过1万平方米，是彭越浦楔形绿地的一部分，上海第一座青年体育公园。公园内除了健身步道、滨河绿道，另有一座标准足球场、一座五人制足球场。